# Journée européenne à la mémoire des Justes
La Journée européenne à la mémoire des Justes est un évènement institué en 2012 par le Parlement européen pour honorer la mémoire des personnes qui se sont opposées aux crimes contre l'humanité et au totalitarisme en s'appuyant sur leur propre responsabilité morale. La notion de Juste parmi les nations, promulguée par Yad Vashem, est élargie à toutes les instances de génocide et à toutes les formes de totalitarisme. La Journée européenne à la mémoire des Justes est observée chaque année le 6 mars.

## Histoire
L'appel lancé à l'Union européenne et au Conseil de l'Europe pour instaurer une journée en mémoire des Justes émane d'une centaine de personnalités italiennes et européennes venues du monde de la culture, sous l'égide de l'association Gariwo (it). L'initiative ne tarde pas à recevoir le soutien d'institutions importantes comme la présidence de la République polonaise, la fondation Václav Havel, l'association Libera et de nombreux autres organismes influents de toute l'Europe. 
La déclaration numéro 3/2012 est présentée le 16 janvier 2012 par Gabriele Albertini et d'autres personnalités ; elle définit les objectifs de la Journée européenne à la mémoire des Justes : 

« Déclaration du Parlement européen du 10 mai 2012 sur le soutien à l'instauration d'une Journée européenne à la mémoire des Justes
Le Parlement européen,

–  vu l'article 123 du règlement,

A.  rappelant l'importance morale que revêt le Jardin des Justes du mémorial de Yad Vashem à Jérusalem, fondé par le regretté Moshe Beisky afin de rendre hommage aux personnes qui avaient apporté leur aide à des Juifs pendant la Shoah;

B.  à la mémoire de toutes les institutions qui ont rendu hommage aux personnes ayant sauvé des vies lors de tous les génocides ou massacres (comme en Arménie, en Bosnie, au Cambodge et au Rwanda) et crimes contre l'humanité, perpétrés au cours des 20e et 21e siècles;

C.  à la mémoire tous ceux qui ont préservé la dignité humaine sous le nazisme et le totalitarisme communiste;

D.  considérant que le souvenir du Bien est essentiel au processus d'intégration européenne, car il apprend aux jeunes générations que chacun peut toujours, quoi qu'il arrive, prendre le parti d'aider autrui et de défendre la dignité humaine, et leur rappelle qu'il est du devoir des pouvoirs publics de valoriser le comportement exemplaire de tous ceux qui ont su protéger leurs semblables lorsqu'ils étaient poursuivis par pure haine;

1.  soutient l'appel lancé par d'éminents citoyens en faveur de l'institution, le 6 mars de chaque année, d'une Journée européenne à la mémoire des Justes pour rendre hommage à ceux qui se sont opposés, à titre individuel, au totalitarisme et aux crimes contre l'humanité;

2.  charge son Président de transmettre la présente déclaration, accompagnée du nom des signataires(1), à la haute représentante de l'Union pour les affaires étrangères et la politique de sécurité, à la Commission et au Conseil, ainsi qu'aux parlements des États membres »

La Journée européenne à la mémoire des Justes est approuvée au Parlement européen le 10 mai 2012 avec 388 signatures.

### Documentation
- « Textes adoptés. Jeudi 10 mai 2012 - Bruxelles : Soutien à l'instauration d'une Journée européenne à la mémoire des Justes », sur europarl.europa.eu.
- Gabriele Nissim (trad. Philippe Foro), « La mémoire du bien et l’éducation à la responsabilité personnelle. L’action du Comité pour la forêt des Justes », Diasporas, no 21,‎ 2013 (lire en ligne).